# Кудамозеро
Кудамозеро — пресноводное озеро на территории Эссойльского сельского поселения Пряжинского района Республики Карелии.

## Общие сведения
Площадь озера — 2,1 км², площадь водосборного бассейна — 107 км². Располагается на высоте 109,5 метров над уровнем моря.
Форма озера лопастная, продолговатая: оно более чем на четыре километра вытянуто с северо-запада на юго-восток. Берега изрезанные, каменисто-песчаные, местами заболоченные.
Через Кудамозеро протекает река Кудама, впадающая в Сямозеро, из которого берёт начало река Сяпся, впадающая, в свою очередь, в Вагатозеро. Через последнее протекает река Шуя.
С запада в озеро впадает ручей без названия, вытекающий из озера Раваярви.
К югу от озера расположен посёлок Кудама, к которому подходит дорога местного значения 86К-269 («Подъезд к п. Кудама»).
Код объекта в государственном водном реестре — 01040100111102000017082.